# Mojkowo
Mojkowo  (też: Majkowo) – wieś w Polsce położona w województwie warmińsko-mazurskim, w powiecie elbląskim, w gminie Gronowo Elbląskie, na obszarze Żuław Elbląskich, w pobliżu trasy linii kolejowej Tczew-Malbork-Elbląg.
Wieś okręgu sędziego ziemskiego Elbląga w XVII i XVIII wieku. W latach 1975–1998 miejscowość administracyjnie należała do województwa elbląskiego.